# Gohad
Gohad (en hindi: गोहद ) es una localidad de la India, en el distrito de Bhind, estado de Madhya Pradesh.

## Geografía
Se encuentra a una altitud de 159 m s. n. m. a 477 km de la capital estatal, Bhopal, en la zona horaria UTC +5:30.

## Demografía
Según estimación 2010 contaba con una población de 60 698 habitantes.